# Eugeniusz Tukan-Wolski
Eugeniusz Tukan-Wolski (ur. 7 grudnia 1928 w Pińsku, zm. 24 października 2014 w Krakowie) – polski malarz współczesny.

## Życiorys
Studiował na krakowskiej Akademii Sztuk Pięknych w pracowni Tadeusza Łakomskiego, dyplom obronił w 1957. Uczestniczył w wielu wystawach w kraju i poza granicami, pierwszą wystawę indywidualną Eugeniusz Tukan-Wolski miał w 1965 w Krakowie. W tym samym roku wystawiał swoje prace w Fundacji Kościuszkowskiej, ponadto wystawiał w 1984 w Kolonii, w 1985 w Kilonii, oraz w 1987 i 1988 w Nowym Jorku. W swojej karierze malarskiej artysta miał piętnaście wystaw indywidualnych, z czego cztery miały miejsce w Stanach Zjednoczonych. Obrazy artysty znajdują się w kolekcjach Centrum Dokumentacji im. Jana Pawła II w Rzymie, w Muzeum Narodowym w Krakowie oraz w zbiorach prywatnych.